# Orchesia gravida
Orchesia gravida là một loài bọ cánh cứng trong họ Melandryidae. Loài này được Motschulsky miêu tả khoa học năm 1872.